# Liste niederdeutscher Dialekte
Niederdeutsch teilt sich auf in:

## Niedersächsisch
Das Niedersächsische wird auch Westniederdeutsch genannt. Zum Niedersächsischen zählen:

### niedersächsische Dialekte in den Niederlanden
- Gronings und Noord-Drents
- Stellingwerfs
- Midden-Drents
- Zuid-Drents
- Twents
- Twents-Graafschaps
- Gelders-Overijssels (Achterhoeks und Urks)
- Veluws

### Nordniedersächsisch
Mitunter wird Nordniedersächsisch auch Nordniederdeutsch genannt. Dazu zählen:
- Schleswigsch
- Holsteinisch
- Dithmarscher Platt
- Oldenburger Platt
- Ostfriesisches Platt
- Emsländisch
- Nordhannoversch

### Westfälisch
Dazu zählen:
- Münsterländisch[3]
- Ostwestfälisch
  - Osnabrücker Platt[4]
  - Lübbecker Platt[5]
  - Ravensberger Platt[6]
  - Lippisches Platt[7]
  - Wiedenbrücker Platt[8]
  - Paderborner Platt[9]
  - Waldecker Platt[10]
- Südwestfälisch
  - Sauerländisch[11]
- Westmünsterländisch[12]

### Ostfälisch
- Heideostfälisch (nicht zu verwechseln mit dem Heidjer Platt des Nordniedersächsischen [Lüneburger Heide])
- Hildesheimer Platt[13]
- Braunschweiger Platt (nicht zu verwechseln mit dem hochdeutschen Dialekt Braunschweigisch)

## Ostniederdeutsch
Dazu zählen:

### Märkische Dialekte
- Altmärkisch (Sachsen-Anhalt: Salzwedel-Gardelegen-Stendal)
- Westprignitzisch (Brandenburg: Perleberg-Pritzwalk-Wittstock)
- Ostprignitzisch (Brandenburg: Löwenberg-Templin-Zehdenick-Fürstenberg)
- Neumärkisch, nach 1945 in Polen untergegangen (Brandenburg: Angermünde-Schwedt/Oder)
- Flämingisch (Brandenburg: Belzig–Jüterbog-Luckenwalde, Sachsen-Anhalt: Gebiete nördlich von Lutherstadt Wittenberg)
- Havelländisch (Brandenburg: Rathenow-Premnitz-Nauen)

### Mittelpommersch
- Westmittelpommersch (Brandenburg: Prenzlau, Mecklenburg-Vorpommern: Pasewalk-Ueckermünde)
- Ostmittelpommersch, nach 1945 untergegangen (Polen: Stettin-Stargard)

### Niederpreußisch
- Plautdietsch

### Hötter Platt
Dieser Dialekt hat sich aus mehreren ostniederdeutschen Dialekten in Düsseldorf-Gerresheim gebildet.